# Брыляков, Константин Петрович
 Константи́н Петро́вич Брыляко́в  (род. 1 июня 1977, Йошкар-Ола) — российский учёный-химик, специалист в области гомогенного катализа, автор монографий, более 190 научных статей, ряда учебных пособий и патентов на изобретения. Профессор РАН (2016), профессор Новосибирского государственного университета (НГУ) (2018). Заведующий Лабораторией селективного окислительного катализа Института органической химии им. Н. Д. Зелинского РАН.

## Биография
Родился 1 июня 1977 года в городе Йошкар-Ола (Марийской АССР). В 1999 г. окончил с отличием химическое отделение факультета естественных наук НГУ. Защитил диссертацию кандидата химических наук (2001) по специальности «химическая физика» под руководством д.х.н. Е. П. Талзи, диссертацию доктора химических наук (2008) по специальности «катализ». В 2016 г. избран профессором РАН. До 2023 г. работал заведующим отделом механизмов каталитических реакций Института катализа имени Г. К. Борескова СО РАН. В 2023 г. перешёл на работу в Институт органической химии им. Н. Д. Зелинского РАН, основав в нём новую Лабораторию селективного окислительного катализа.

## Научно-организационная деятельность, научные интересы
Научные интересы: гомогенно-каталитические процессы энантиоселективного (асимметрического) окисления органических соединений, а также координационной полимеризации олефинов, в том числе изучение механизмов этих процессов, активация С-Н связей, биомиметический катализ. К. П. Брыляков впервые использовал хиральные координационные полимеры в качестве стационарных фаз для хроматографического разделения энантиомеров, им открыт новый динамический нелинейный эффект в асимметрическом катализе, получивший название асимметрической автоамплификации. Предложил новый, неавтокаталитический химических механизм происхождения гомохиральности биологических макромолекул. Разработал ряд новых биомиметических подходов к молекулярному редактированию сложных органических молекул путём селективной гетерофункционализации алифатических С-Н групп.
Автор более 190 научных статей в международных журналах, в том числе Chemical Reviews, Angewandte Chemie, Journal of the American Chemican Chemical Society, и др. Член учёного совета ИОХ РАН. Член Объединённого учёного совета СО РАН по химическим наукам (до 2024 г.). Приглашённый редактор международных журналов по катализу Topics in Catalysis, Catalysis Today. Член научных и организационных комитетов ряда международных научных конференций по катализу. Член Корпуса экспертов по естественным наукам. Член International Advisory Board журнала ChemCatChem (до ротации в декабре 2024 г.).
По данным Elsevier входит в Топ-2% наиболее цитируемых учёных мира, занимая 668 позицию в мире в области органической химии.

## Педагогическая деятельность
К. П. Брыляков преподаёт в НГУ с 1999 г., является профессором кафедры физической химии факультета естественных наук НГУ, читает лекции по химической кинетике для студентов 3 курса. Автор базового учебника НГУ по химической кинетике.

## Международное сотрудничество
К. П. Брыляков работал в Университете Констанца, Университете Восточной Англии, Университете Реймса, Университете Кастилии-Ла-Манчи, Институте химии академии наук КНР, являлся руководителем ряда международных проектов, поддержанных РФФИ.